# Machairophyllum
Machairophyllum es un género con diez especies de plantas suculentas perteneciente a la familia Aizoaceae.

## Taxonomía
El género fue descrito por  Martin Heinrich Gustav Schwantes, y publicado en Möller's Deutsche Gärtner-Zeitung 42: 187. 1927. La especie tipo es: Machairophyllum albidum

## Especies seleccionadas
- Machairophyllum acuminatum
- Machairophyllum albidum
- Machairophyllum baxteri
- Machairophyllum bijlii
- Machairophyllum brevifolium
- Machairophyllum stenopetalum